# Шевченко, Виктор Борисович
Виктор Борисович Шевченко (1902—1981) — советский инженер-металлург, учёный, лауреат Сталинской премии и Государственной премии СССР.

## Биография
Родился в г. Карловка Полтавской губернии.
Окончил школу, техникум (1924), Московский институт цветных металлов и сплавов (1935).
В 1924—1930 служил в РККА.
- 1935—1938 мастер, главный металлург, главный инженер на Карабашском медеплавильном заводе Челябинской области.
- 1938—1940 главный инженер Прибалхашского медеплавильного завода,
- 1940—1941 заместитель директора по научной работе Московского института цветных металлов и золота
- 1941—1943 директор Джезказганского медеплавильного завода (Казахстан).
- 1943—1945 главный инженер Норильского медно-никелевого комбината, инженер-полковник.
- 1950 — Профессор кафедры № 43 («Технология редких, радиоактивных и рассеянных элементов») физико-химического факультета Московского химико-технологического института им. Д. И. Менделеева[2].

С 3 января 1945 по 1952 год первый директор Инспецмета (НИИ-9) (получение плутония из урановых блоков).
В 1953—1981 зав. экстракционной лабораторией НИИ-9 (ВНИИНМ).
Доктор технических наук (1953), профессор.

## Награды
- Сталинская премия (1949),
- Государственная премия СССР 1977 года — за пуск цеха по переработке высокообогащенного топлива — отработавших твэлов реакторов атомных подводных лодок, а затем технологической линии по переработке топлива реакторов ВВЭР на заводе РТ-1.
- Орден Ленина,
- Орден Трудового Красного Знамени (четырыжды),
- Орден Красной Звезды (дважды).

## Труды
Шевченко В. Б., Судариков Б. Г. Технология урана. — М., 1961.